# Tauragė
Tauragė es una ciudad industrial de Lituania, capital del Condado de Tauragė, en el territorio de Samogitia. En 2005 tenía una población de 28.504 habitantes. Tauragė se ubica sobre el río Jura, cerca de la frontera rusa del óblast de Kaliningrado, y no lejos de la costa del mar Báltico. Tauragė recibió el estatus de ciudad en 1932 y su blasón (un cuerno de cazadores plateado sobre un fondo rojo) en 1997. Edificios insignes de la ciudad son el palacio neogótico Radziwiłł (actualmente alberga una escuela), el museo regional "Santaka" y varias iglesias: la luterana (construida en 1843), la ortodoxa (1853) y la católica (1904). Una instalación de manufactura cerámica opera en la ciudad.

## Historia

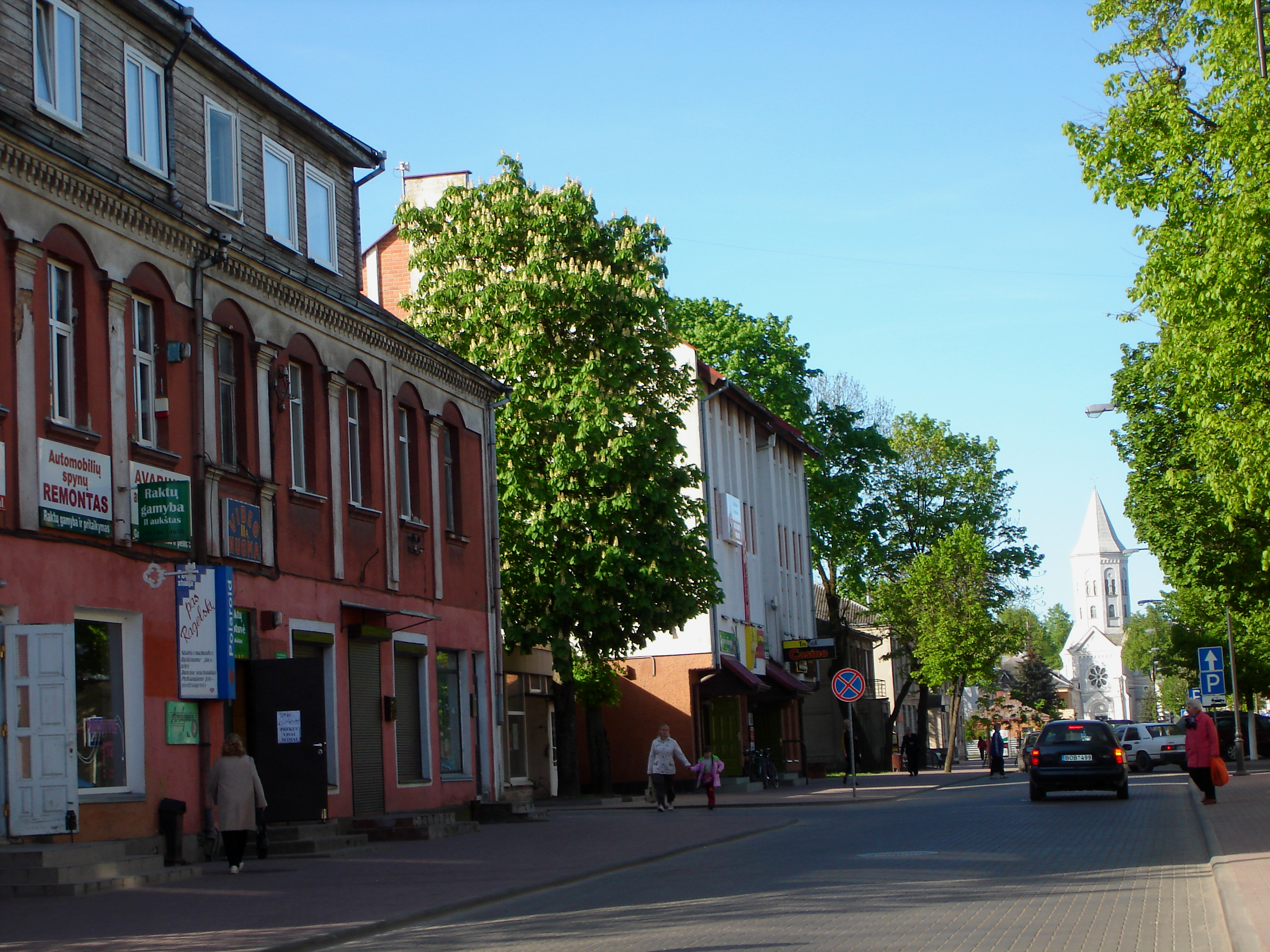
El casco antiguo de la localidad de Tauragė

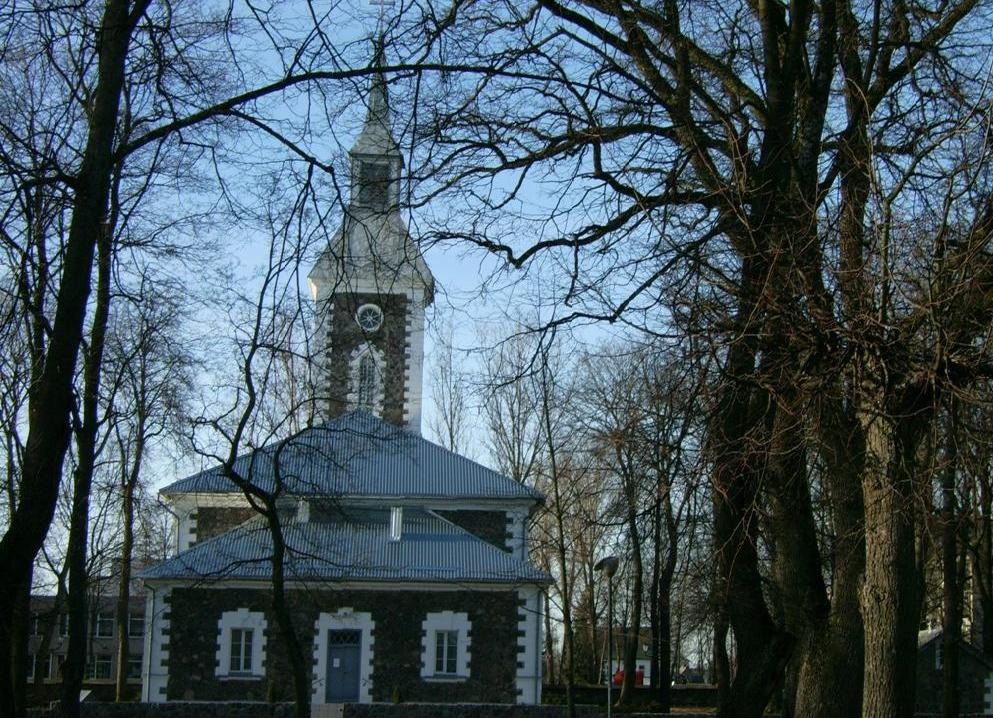
Una iglesia luterana en Tauragė

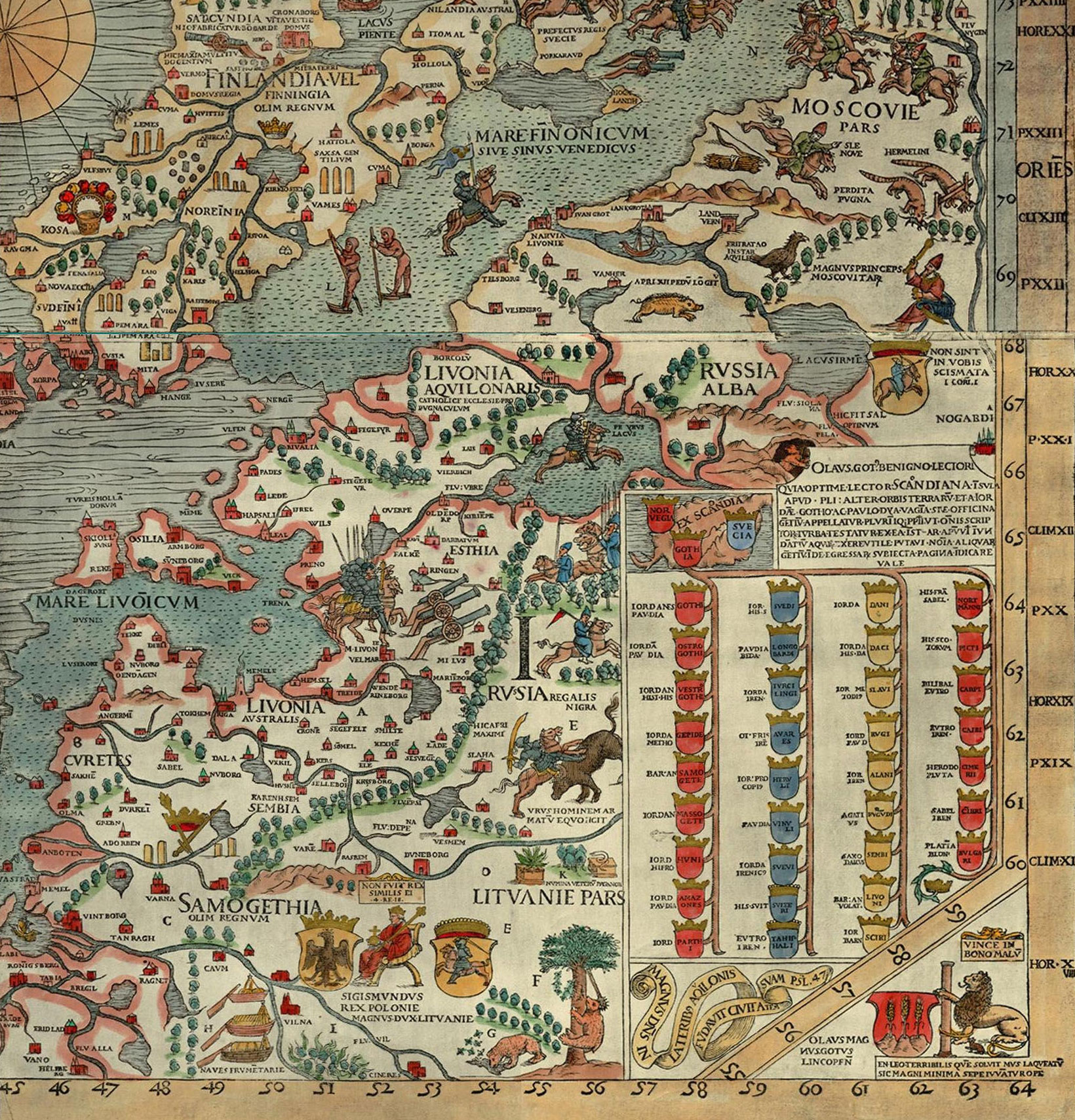
Taurage nombrado como Tan Ragh en el mapa Carta Marina de 1539

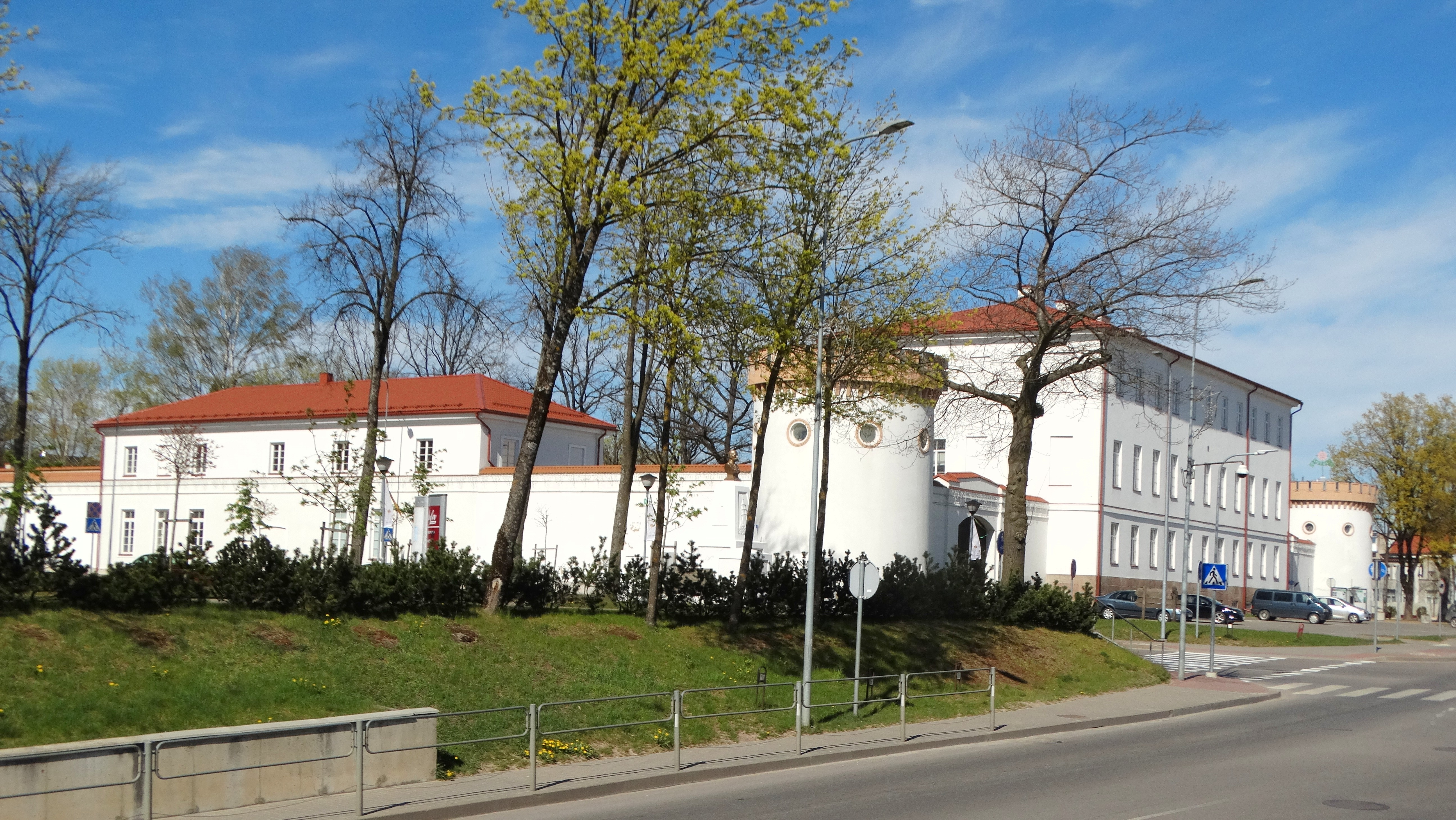
Castillo de Tauragė

Tauragė fue una de las principales moradas de la familia Radziwiłł desde 1655, y también ha sido el centro histórico del luteranismo en Lituania. El Zar ruso Alejandro I firmó un armisticio con Napoleon I en Tauragė el 21 de junio de 1807, y poco después se firmaría el tratado de Tilsit. El 30 de diciembre de 1812, el general prusiano Ludwig Yorck von Wartenburg firmó allí el Pacto de Tauroggen, declarando a sus tropas neutrales, lo que efectivamente daría fin a la frágil alianza franco-prusiana de las Guerras Napoleónicas, dando comienzo a la sexta coalición. En 1836, gran parte de la ciudad fue destruida por el fuego. En 1915, un significativo sector de la infraestructura de la localidad fue arrasada de nuevo, esta vez por las tropas alemanas. El 9 de septiembre de 1927, integrantes del pueblo se rebelaron contra la autoridad de Antanas Smetona, pero la revuelta fue rápidamente sofocada. 
Después de la anexión soviética de Lituania en 1940, el palacio de Tauragė fue el lugar de encarcelamiento para los disidentes políticos lituanos y los prisioneros de guerra polacos. El 22 de junio de 1941 comenzó la Operación Barbarroja, los soviéticos se replegaron y Tauragė fue tomada por los nazis el mismo día. Aproximadamente cuatro mil judíos fueron asesinados en Tauragė y sus cercanías durante la Segunda Guerra Mundial. Los soviéticos recuperaron la ciudad en el otoño de 1944.